# Stadttheater Heilbronn

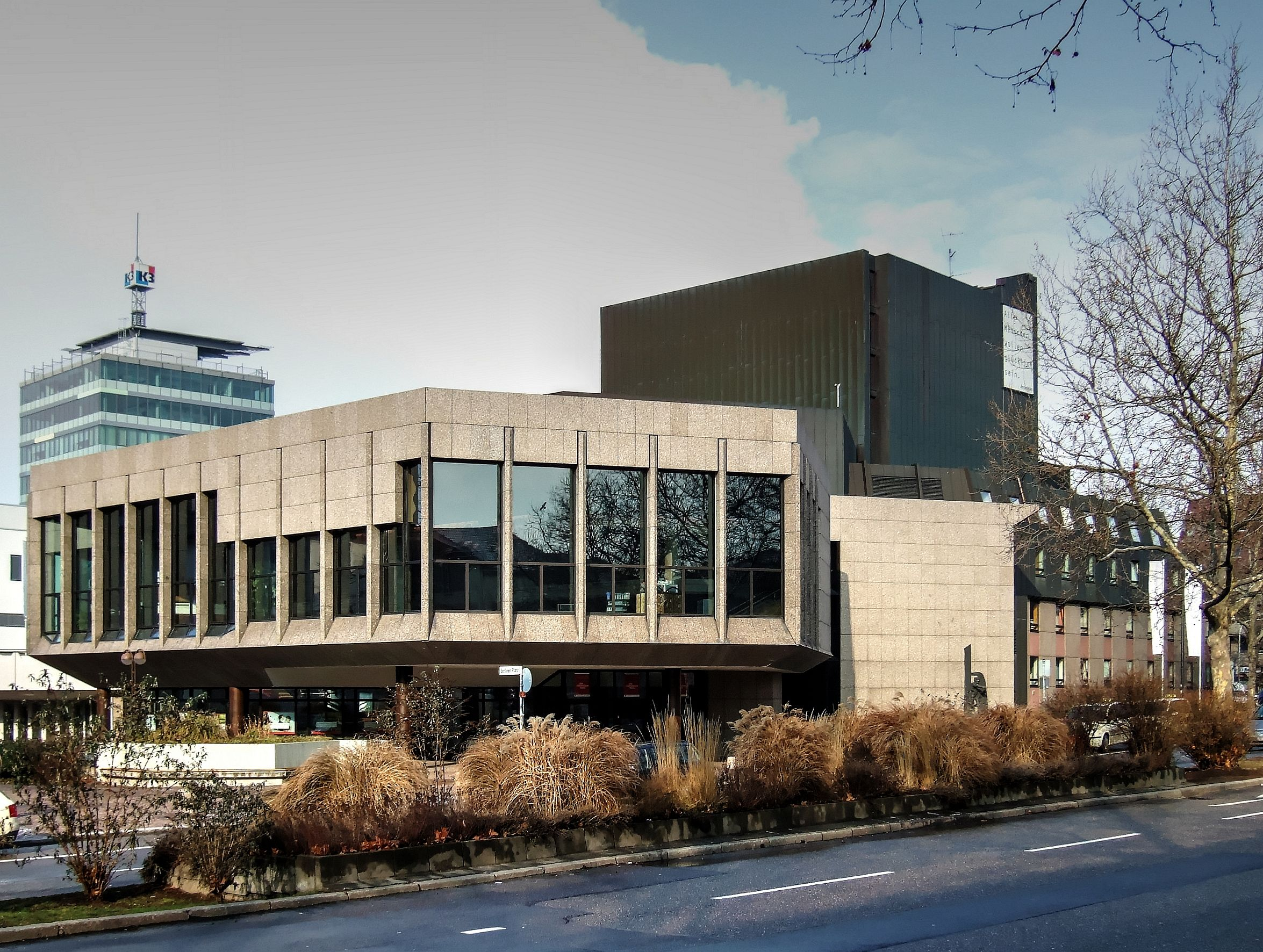
Stadttheater mit Turm des Theaterforums K3, Blick von der Allee

Das Stadttheater Heilbronn wurde nach Plänen der Architekten Gerhard Graubner, Rudolf Biste und Kurt Gerling erbaut und am 16. November 1982 eröffnet. Ein 1983 angelegter Theaterbrunnen von Gudrun Schreiner und eine Orpheus-Bronzeplastik von Gunther Stilling schmücken den Bau.

## Geschichte
Die Planungen für einen Theaterneubau begannen bereits 1961 mit der Vorlage eines ersten Gutachtens durch den Architekten Gerhard Graubner, der sich für einen Neubau an der Stelle des alten Theaters aussprach. Nach einem ersten Kostenvoranschlag von 1964, der die Gesamtkosten auf knapp 23 Mio. DM bezifferte, wurde Kritik laut, die auch in der Forderung nach einem alternativen Standort mündete. 1969 stimmte der Gemeinderat schließlich einem weiteren Kostenvoranschlag von 1966 zu, der für rund 17 Mio. DM ein Theater an der alten Stelle vorsah, und plante den Baubeginn für 1970. Am 18. Juli 1970 wurde das alte Theater gesprengt. Sechs Tage später verstarb überraschend der Architekt Graubner, so dass sich der Baubeginn erneut verzögerte. Unterdessen wurden Überlegungen laut, das neue Theater etwas westlich des alten Theaters zu errichten, so dass die Allee über den Standort des alten Theaters hinweg direkt in die Weinsberger Straße münden könne, was die Verkehrsführung durch die Heilbronner Innenstadt erheblich verbessern würde. Erneute Kostenvoranschläge und lange Diskussionen über den Entwurf, den genauen Standort und die Frage der Verkehrsführung verzögerten das Projekt um weitere Jahre. Im März 1974 beschloss der Gemeinderat schließlich, Graubners Entwurf westlich des ursprünglichen Theaters zu realisieren. Im Februar 1975 wurde ein entsprechender Bebauungsplan verabschiedet. Der tatsächliche Baubeginn zog sich nochmals vier Jahre hin. Erst im November 1979 konnten die 30 wichtigsten Gewerke vergeben werden und der erste Spatenstich erfolgen. Bis 1982 entstand das Bauwerk.
Seit 2019 findet alle zwei Jahre das Science & Theatre Festival in Zusammenarbeit mit dem Wissenschaftszentrum Experimenta Heilbronn statt.
Im Jahr 2001 wurde auf den angrenzenden Areal des ehemaligen Berliner Platzes das „Theaterforum K3“ fertiggestellt. Dabei handelt es sich um ein Gebäude mit Mischnutzung, in dem ein weiterer Theatersaal für das Stadttheater rund 2100 Quadratmeter einnimmt. Einzelhandel, ein Kino mit sechs Sälen sowie die Stadtbücherei sind weitere Bestandteile des Theaterforums.
Für Informationen zu Intendanten, Ensemble und Programm siehe Geschichte des Heilbronner Theaterlebens.

## Architektur und Einrichtung

### Außenarchitektur

#### Komposition
Rudolf Biste und Kurt Gerling beschreiben den Gebäudekomplex als „gegliederte, differenzierte Baugruppe“. Die äußere Erscheinung weist auf die Funktion des Baukörpers hin, so ist die Baugruppe in Zuschauerhaus, Bühnenturm und Werkstätten gegliedert. Der Kunst- und Architekturhistoriker und Leiter der Unteren Denkmalpflegebehörde der Stadt Heilbronn Joachim Hennze charakterisiert den Bau als „schüsselartig komponiertes Haus mit seinem monolithischen Zentralbau“.

#### Materialien
Die Außenarchitektur wird durch vier aufeinander abgestimmte Materialien gekennzeichnet:Granit, Putz, Kupfer sowie Glas – „Finnischer Granit mit beflammter bzw. geschliffener Oberfläche; gestrichene Kratzputzflächen als Fensterbrüstungsverkleidung; Kupferblechverkleidung der Obergeschosse; Glasflächen in verschiedener Größe“. Wand- und Fensterflächen wurden den dahinterbefindlichen Räumen angeglichen. So wurden bei den Foyers vor allem Glasflächen eingesetzt, während die Büros, Künstlergarderoben und Kleinwerkstätten normale Fenstergrößen erhielten. Fenster in den Wänden und Oberlichter geben den Großwerkstätten Licht. Wenige Fenster zeigen die Lager und Magazine. Heinz-Helmut Papke – Baudirektor, von 1974 bis 1978 Leiter des Baurechtamtes Heilbronn, ab 1. Mai 1978 als Leiter des Städtischen Hochbauamtes tätig – vergleicht die Außenarchitektur mit der alten Stadtmauer aus braunem Schilfsandstein, die einst den Berliner Platz eingrenzte. Verschieden bearbeiteter Naturstein, die Form der Traufen, Terrassenbrüstungen und ein Treppenhausturm unterstreichen den Vergleich mit der historischen Stadtbefestigung mit Dächern, Brüstungen und Türmen.

„…Die Materialien – Kupfer, finnischer Granit in baltikbraun und Glas – bestimmen die Erscheinung des Theaters. Unterschiedliche Bearbeitungsweisen des Natursteins schaffen optisch eine Steigerung des Baukörpers für den Eingangs- und Foyerbereich. Die Ausbildung der Traufen, Terrassenbrüstungen und der sechseckige Treppenhausturm nehmen Assoziationen auf, die zu der früheren Befestigungsmauer an der Stelle des heutigen Berliner Platzes und der vielfältigen Burgen im Neckarlauf bestehen…“

Der Schwerpunkt der Außenarchitektur liegt auf „reichere Formen und Materialien“ sowie „Materialgüte und Formsprache“. Man löste sich von der Architektur des Funktionalismus und dem Baumaterial Beton und Glas.

„…heißt Abwendung von der Architektur des reinen ‚Funktionalismus‘ mit den dafür typischen Materialien Beton und Glas, hin zu den reicheren Formen und Materialien, ohne Übertreibungen. Durch Materialgüte und Formsprache wird die notwendige Distanz zum Alltag hergestellt.“

#### Terrasse
Im September 2012 wurden nach einer Restaurierung durch den Talheimer Steinmetz Thomas Rücker die Maskenköpfe von Karl Gimmi und Robert Grässle des Alten Theaters auf der Terrasse des Heilbronner Stadttheaters wieder aufgestellt.

Außenarchitektur
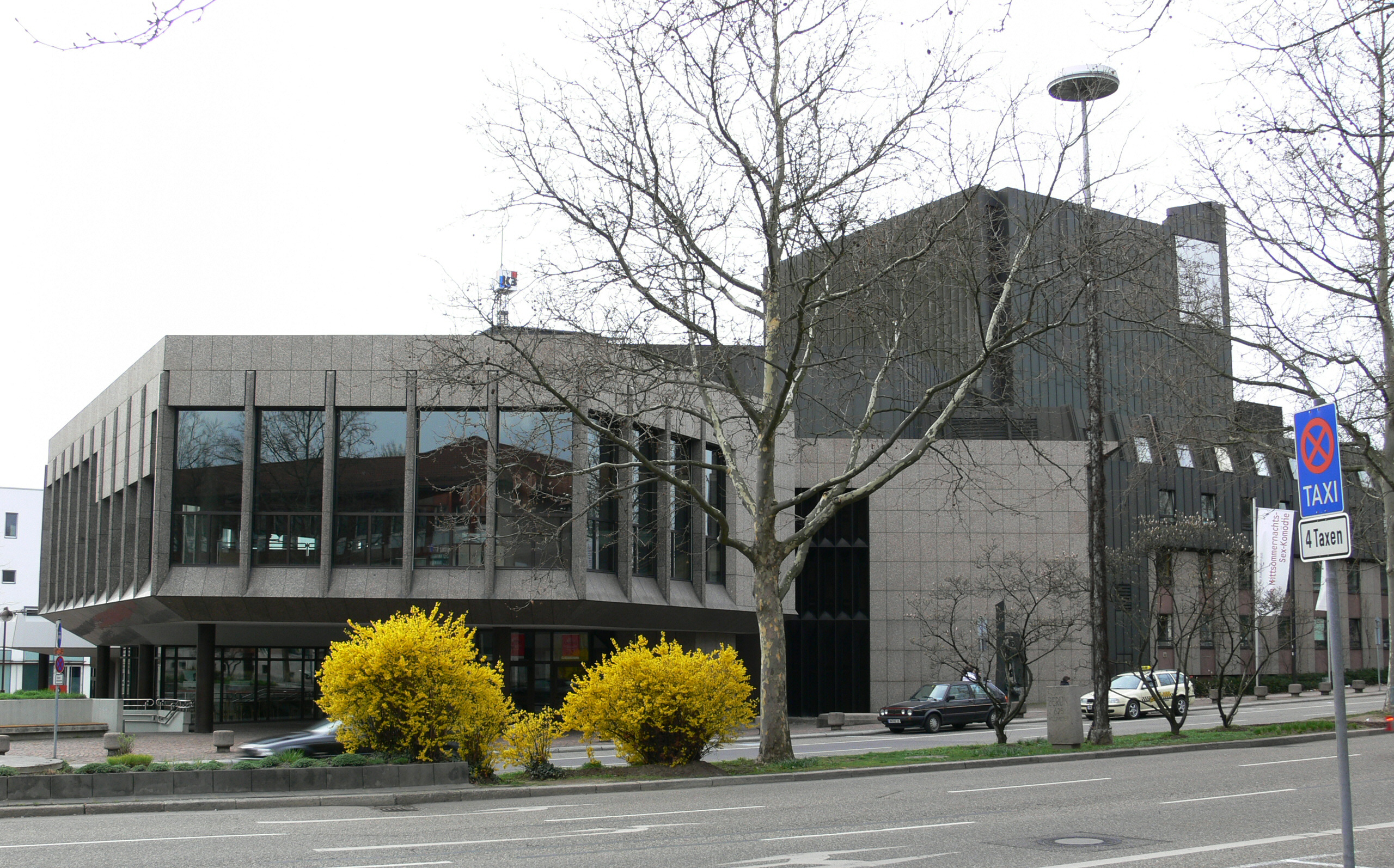
Finnischer Granit mit beflammter bzw. geschliffener Oberfläche; gestrichene Kratzputzflächen als Fensterbrüstungsverkleidung; Kupferblechverkleidung der Obergeschosse sowie Glasflächen in verschiedenen Größen bestimmen das äußere Erscheinungsbild.
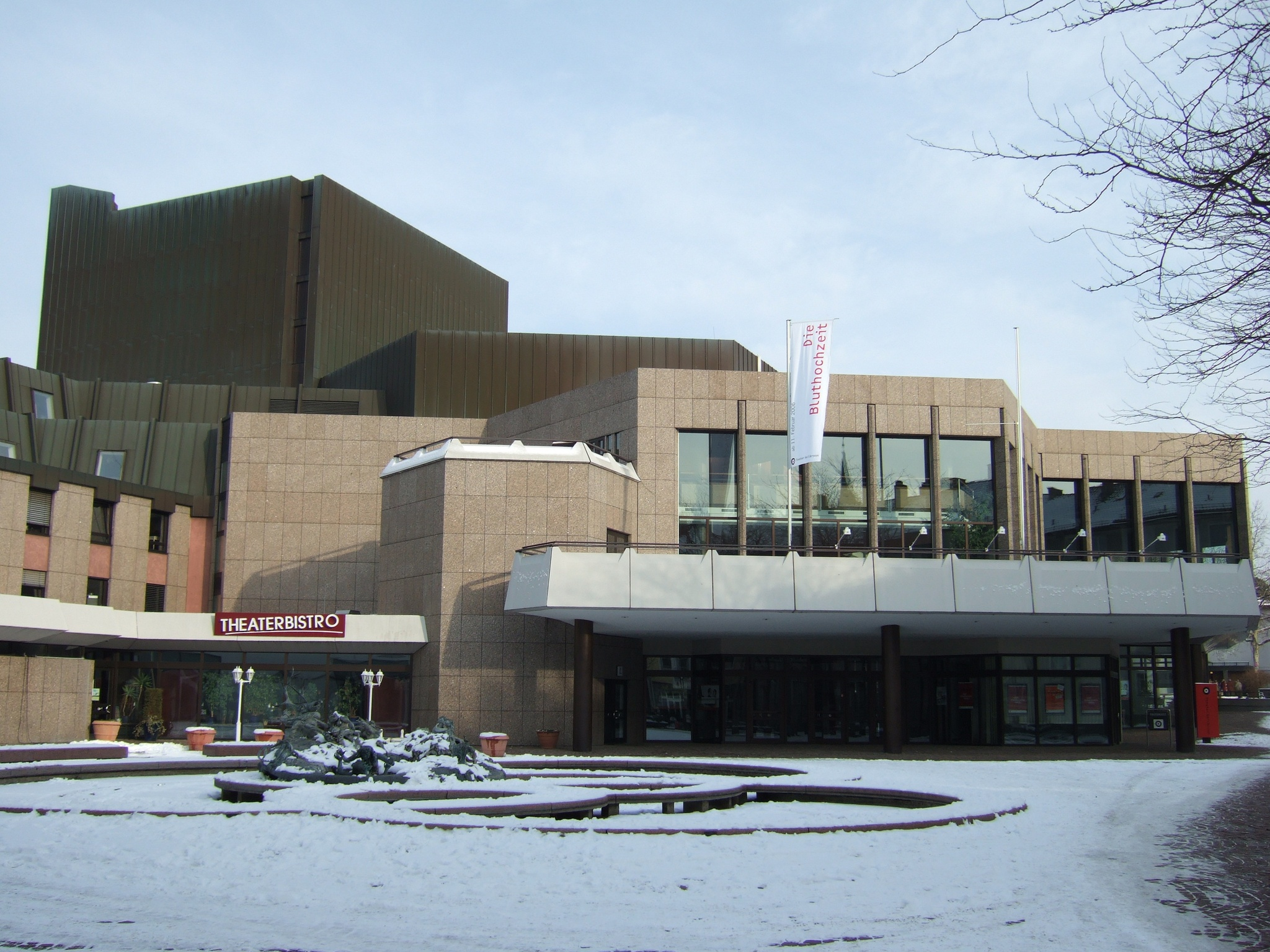
Die Ausbildung der Traufen, Terrassenbrüstungen und der sechseckige Treppenhausturm nehmen Assoziationen auf, die zur früheren Befestigungsmauer an der Stelle des heutigen Berliner Platzes Bezug nehmen.

### Innenarchitektur

#### Foyer
Das Foyer bildet bei dem neuen Theaterbau einen eigenständigen Baukörper. Im Erdgeschoss befindet sich die Kassenhalle, Eingangsfoyer, Garderobenfoyer, Ausstellungsraum und Studiofoyer. Diese sind durch Schiebewände unterteilbar und vielfältig zu nutzen. Parkett- und Rangfoyer wurden stärker theaterbezogen angelegt. Matinées, Diskussionen, szenische Darstellungen und Theaterbälle finden im Foyer statt. Das Studiofoyer kann mit der Eingangshalle verbunden werden. Das Foyer wurde besonders aufwändig gestaltet. Der Raum zeichnet sich durch seine besondere Ausstattung, Deckengestaltung und eine Schmuckwand aus.

##### Ausstattung
Das ursprüngliche Foyer erhielt eine „qualitativ wertvolle, gediegene Ausstattung“. So wurde das Eingangsgeschoss des Foyers mit bruchrauhen Otta Phyllit-Natursteinplatten verlegt, während das Parkett- und Rangfoyer und Treppen mit Velours belegt wurden. Treppen und Podeste werden mit Wengé-furnierte Brüstungsgeländerkästen, kombiniert mit Chrom-Nickel-Stahlpfosten und lederüberzogenen Handlaufbügeln geschmückt. Die Möblierung des Foyers besteht aus Ledersesseln und Tischen.
In den Jahren 2012 und 2013 wurden die Foyers und Erschließungsbereiche vom Büro Egger Kolb Architekten aus Stuttgart komplett saniert. Ein roter Teppich als Läufer auf dem Natursteinbelag leitet die Besucher nun vom Eingangsbereich in die oberen Foyers, die ebenfalls mit einem dicken Velourteppich in unterschiedlichen Rottönen belegt sind. Die Holzbrüstungen wurden durch leichte Glasgeländer ersetzt, die neuen Einbaumöbel sind strahlend weiß. Deckengestaltung und Schmuckwand, die den Charakter des Foyers maßgeblich bestimmen, blieben erhalten und wurden überarbeitet. Zusammen mit einer neuen leichten Möblierung erscheint das Foyer einladend, modern und zeitgemäß.

##### Rangfoyerdecke
Die Rangfoyerdecke mit Deckenfeldern aus gestaffelten Rabitzstreifen und sichtbaren Unterzugsraster ist stark gegliedert. So zeigt das Foyer ein „hexagonal angeordnetes raumprägende Stützesystem“:

„…Sobald der Besucher die vielfältig mit Naturstein gestalteten Freiflächen des Berliner Platzes verläßt und das Eingangsfoyer betritt, wird das hexagonal angeordnete raumprägende Stützesystem spürbar, ein komplexes vielschichtiges Bezugssystem. Die Verzahnung und Überlappung von Flächen und Körpern werden greifbar. Die dem Foyer zugewandte Seite des Theatersaales ist weitgehend von den Foyerebenen abgelöst und bietet somit über die ganze Foyerhöhe Platz für die aus einzelnen perlartig aneinandergereihten plastisch durchgebildeten Hohlkörpern. Die Maßeinheit der Kupferverkleidung wird von außen nach innen übernommen und damit ein wechselseitiger Bezug hergestellt. Die frei im Raum stehende Haupttreppe führt den Besucher aus dem schallharten Eingangsfoyer (Raucherfoyer) in das akustisch gedämpfte Parkettfoyer. Die in der unteren Ebene angesprochenen Themen finder hier und in dem eingeschobenen Rangfoyer in der Gestaltung und Farbstellung des Raumes wo sie der künstlerisch durchgebildeten Kupferwand ihre Vollendung…“

Eine Säule stützt eine stark gegliederte Decke, die in Sechsecken unterteilt ist, die miteinander verzahnt und überlappt sind.

##### Schmuckwand
Herbert Haldy – Diplom-Ingenieur und Architekt, seit 1. Januar 1971 Bürgermeister und Baudezernent der Stadt Heilbronn – bemerkt im Foyer insbesondere eine „Schmuckwand“, die mit „einzelnen perlartig aneinandergereihten plastisch durchgebildeten Hohlkörpern“ geschmückt ist. Die „plastisch-räumlich ausgeformte Wengé-Wandverkleidung“ wurde von dem Stuttgarter Bildhauer Hans Dieter Bohnet gestaltet.

„Die von Hans Dieter Bohnet, Stuttgart, bildhauerisch gestaltete Kupferwand und plastisch-räumlich ausgeformte Wengé-Wandverkleidung bestimmen die Foyers“

„Freie Komposition mit geometrischen Spielmaterial“ bezeichnet Bohnet die „dominierende Schmuckwand“ im Foyer.

#### Zuschauerraum und Bühnenhaus
Der Zuschauerraum ist über zwölf zweiflügelige Türen vom Foyer und durch zwei Türen aus den Treppenhäusern zu erreichen. Im Parkett können 547 Besucher und auf dem Rang 158 Besucher Platz nehmen. Die Form des Zuschauerraums und die Anordnung der Plätze ermöglichen einen engen Kontakt zur Bühne. Besonderer Wert wurde auf Sicht und Akustik auf allen Plätzen gelegt. Prof. Werner Gabler war für die Akustik verantwortlich.
Im Bühnenhaus befinden sich Garderoben, Verwaltung und Kleinwerkstätten. Das Bühnenhaus zeigt einen Turm, der vom Kunst- und Architekturhistoriker und Leiter der Unteren Denkmalpflegebehörde der Stadt Heilbronn Joachim Hennze als „monolithischer Zentralbau“ beschrieben wird. Der Bühneneingang befindet sich an der nordöstlichen Ecke des Gebäudes auf Bühnenniveau. Die Bühnentechnik galt damals als äußerst modern.

## Neues Probenzentrum im Hawaii-Viertel
Im sogenannten Hawaii-Viertel wurde Dezember 2016 der Grundstein für das Neue Probenzentrum mit drei Probebühnen gelegt. Das Quartier zwischen Christoph- und Ellwanger Straße trägt umgangssprachlich die Bezeichnung Hawaii und ist ein sozialer „Brennpunkt allererster Sahne“.
Der kubische Baukörper entsteht nach Entwürfen des Architekten Gerd Grohe vom Stuttgarter Architekturbüro Kohler Grohe und soll vermutlich Sommer 2017 fertiggestellt sein.

## Kunstwerke am Theater

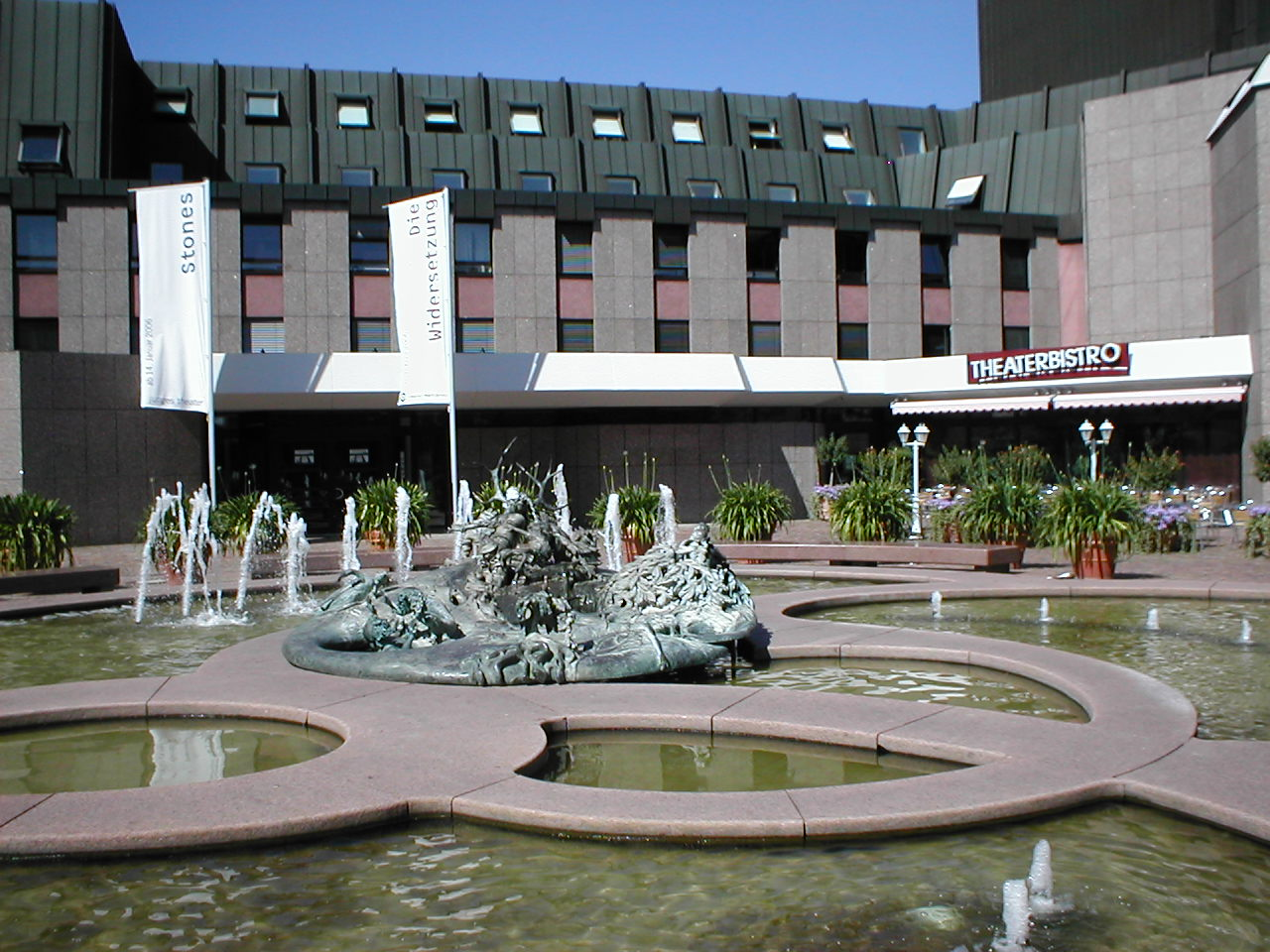
Theaterbrunnen

Neben dem Theaterbau wurde 1983 der von Gudrun Schreiner gestaltete Theaterbrunnen errichtet.
Vor dem Stadttheater befindet sich Rainer Bergmanns Steinskulptur Befreiung aus Gauinger Travertin aus dem Jahr 1991. Neben dem Treppenhaus des Stadttheaters befindet sich die knapp vier Meter hohe Metallskulptur Orpheus von Gunther Stilling von 1982, die namengebende Figur scheint hier unter dem Bogen eines kleinen H (für Hades) hervorzukommen. Die Orpheus-Bronzeplastik wurde von dem Landkreis Heilbronn gestiftet.
Am Mittwoch, dem 21. Dezember 2016, wurde der Berliner Bär auf dem Heilbronner Berliner Platz vor dem Stadttheater aufgestellt. Die Figur schuf der Bildhauer Ernst Kibler (9. November 1901 in Stuttgart; † 1976 ebenda), der als jüngster Sohn von Karl Wilhelm Friedrich Kibler (1871–1937) und Hedwig Zeller (1870–1836) geboren wurde, an der Kunstakademie in Stuttgart und in Berlin unter dem Bildhauer Georg Kolbe (1877–1947) studiert hatte und mit Luba Herschensohn (1898–1946) verheiratet war. Seine Arbeiten waren von Ernst Barlach (1870–1938) beeinflusst.

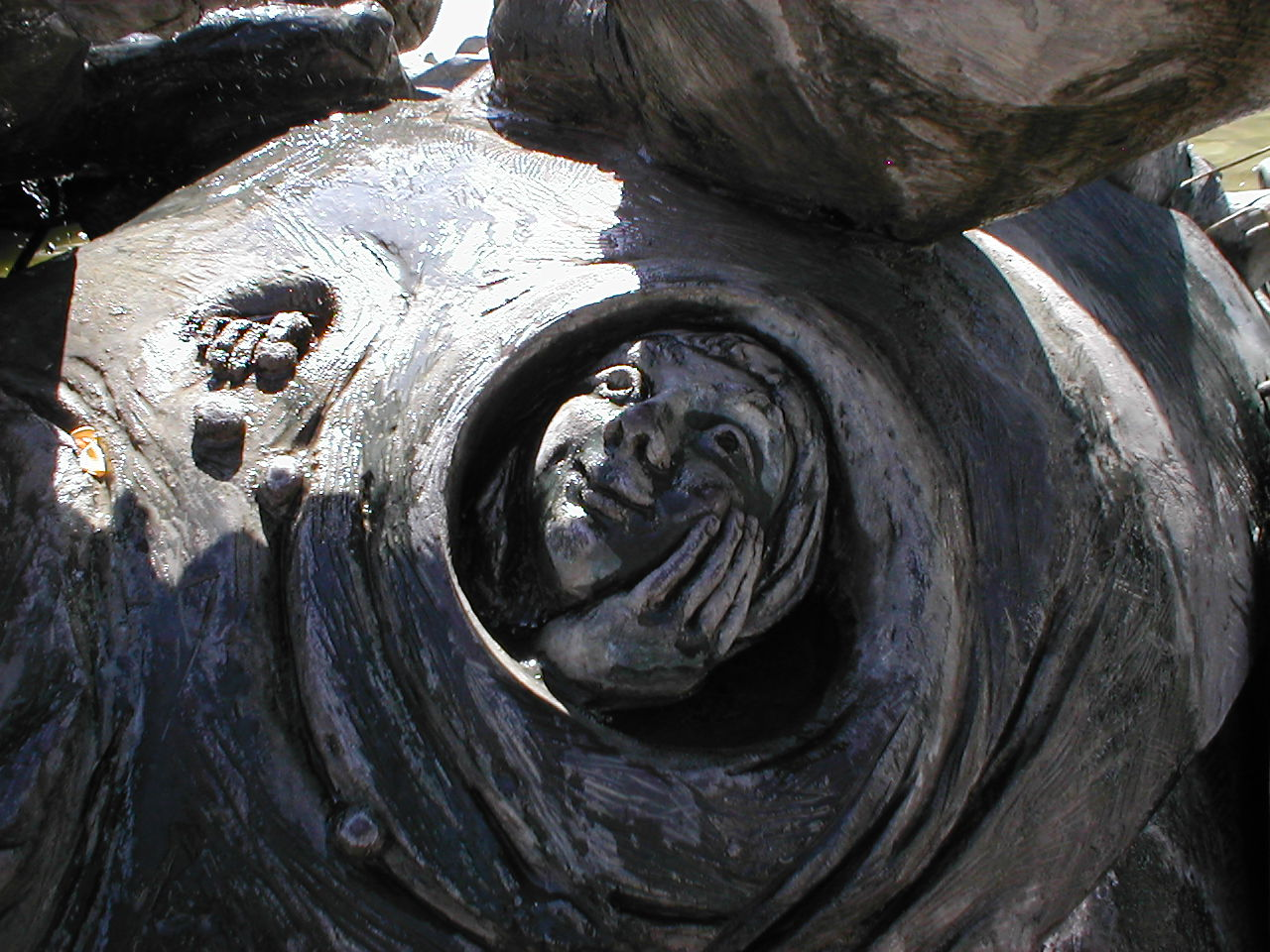
Selbstbildnis der Künstlerin Gudrun Schreiner am Theaterbrunnen
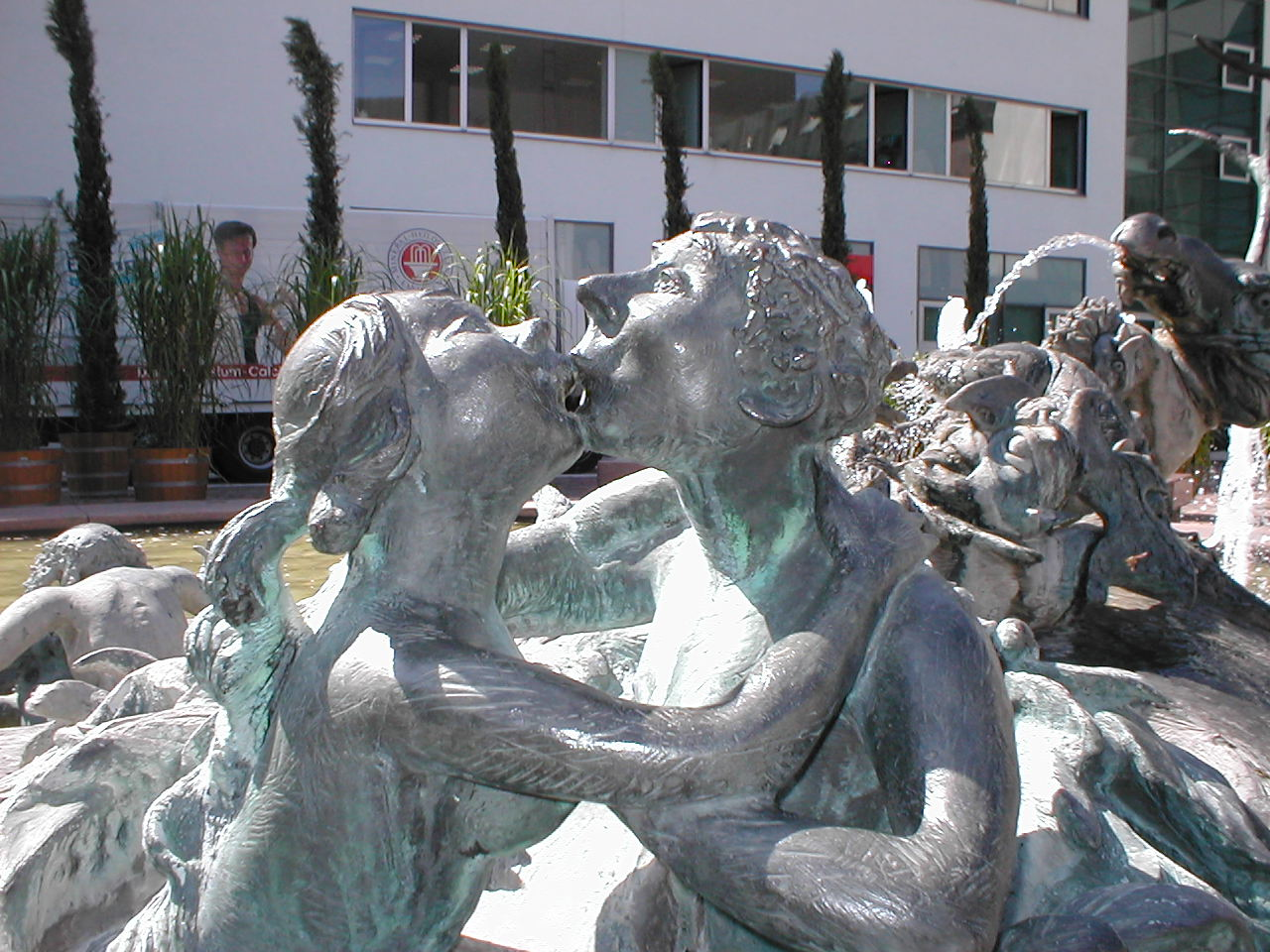
Detailaufnahme des Theaterbrunnens
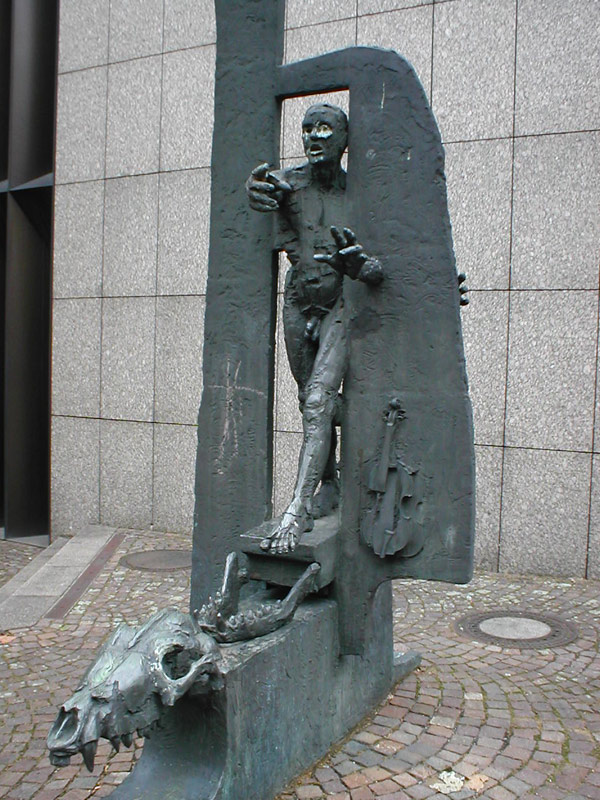
Orpheus-Bronzeplastik von Gunther Stilling beim Stadttheater
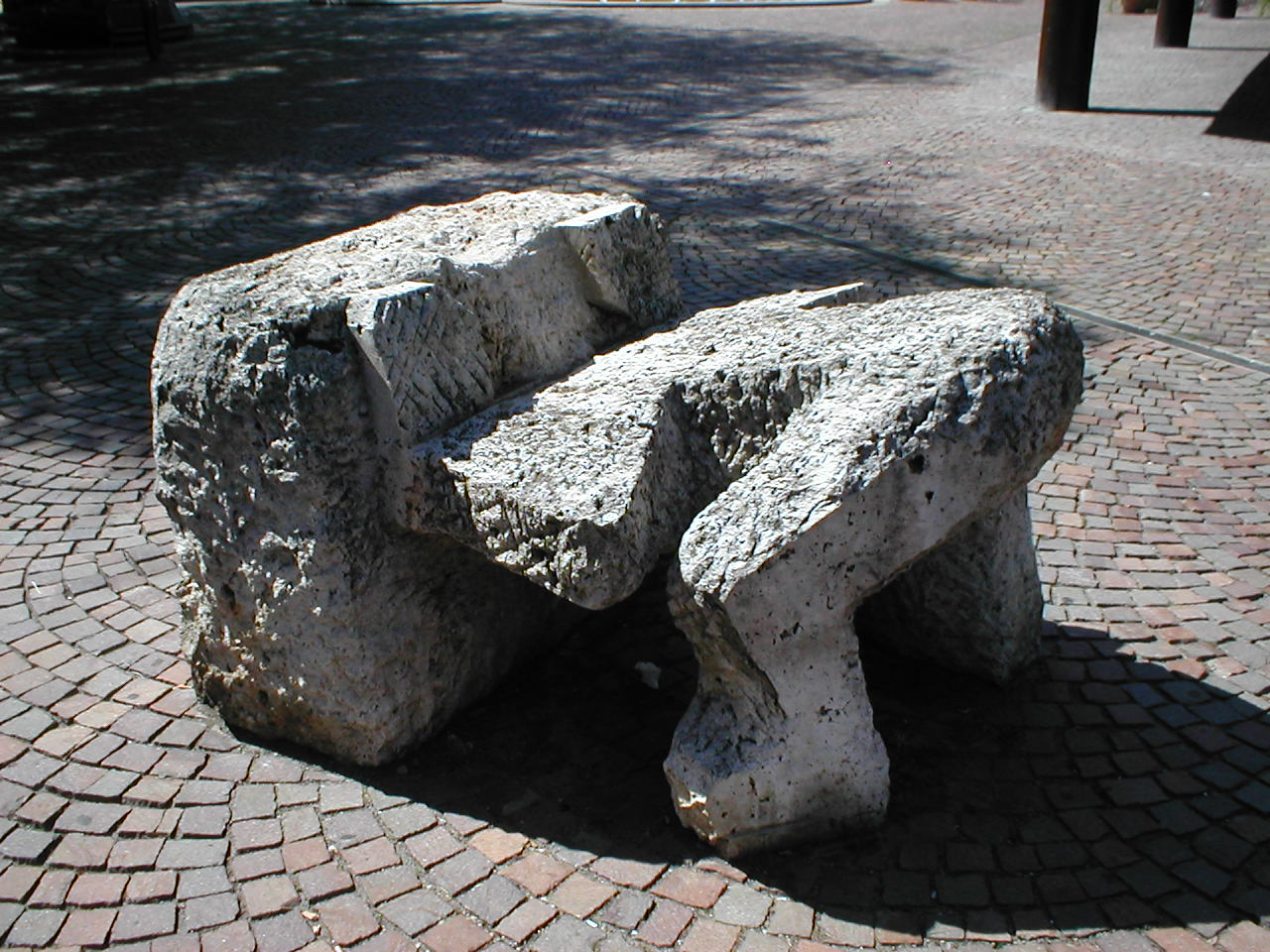
Befreiung von Rainer Bergmann
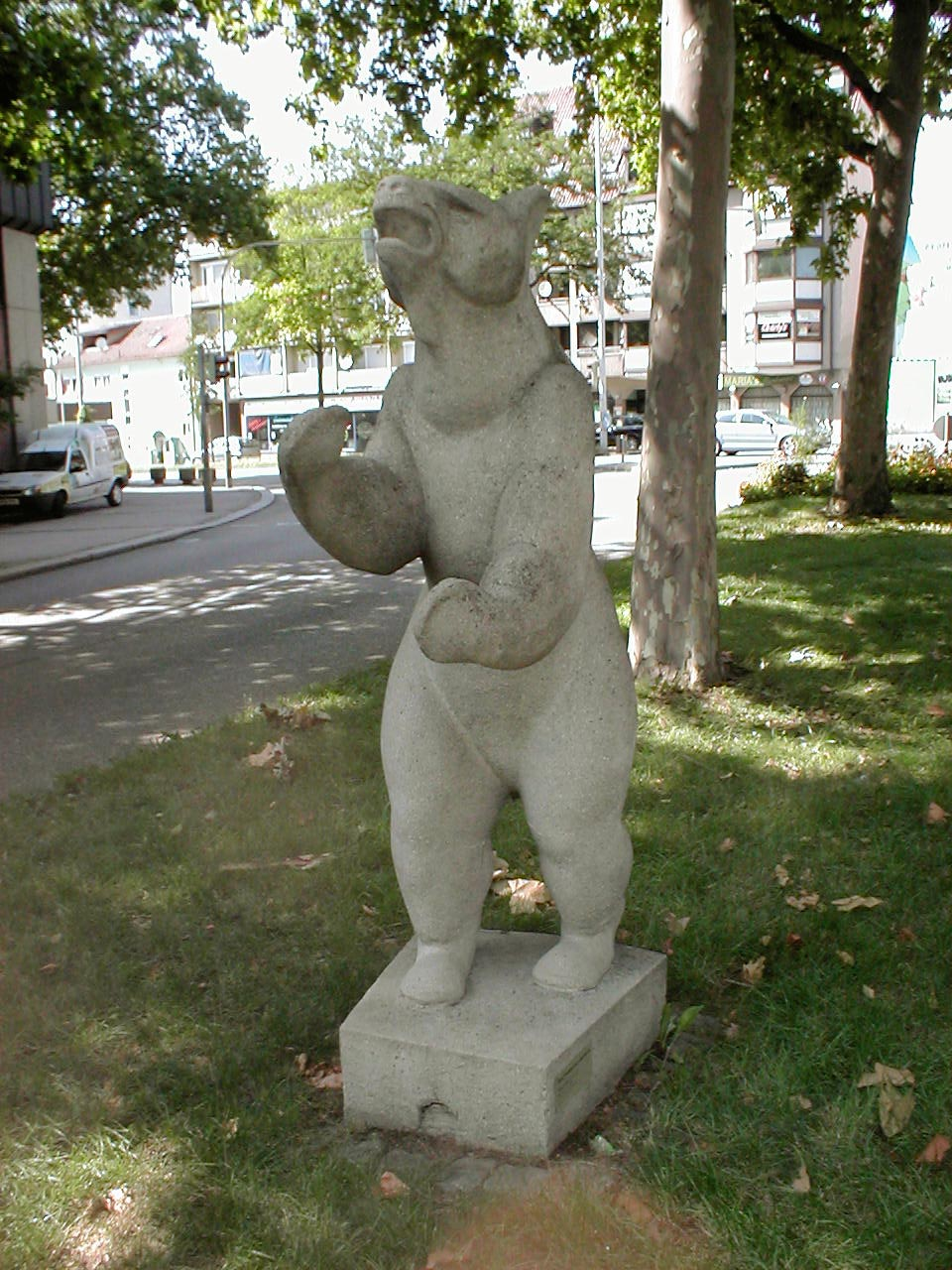
Berliner Bär von Ernst Kibler